# Định dạng Gerber
Định dạng Gerber hay Gerber format là định dạng vector ASCII mở cho hình ảnh nhị phân 2D . Đây là tiêu chuẩn trên thực tế (de facto) được sử dụng bởi phần mềm mạch in (PCB) để mô tả hình ảnh bảng mạch in, gồm các lớp đồng, mặt hàn, chỉ dẫn,...
Gerber được sử dụng làm dữ liệu cho chế tạo PCB . PCB được thiết kế nhờ một gói phần mềm tự động hóa thiết kế điện tử (EDA, Electronic design automation) chuyên dụng hoặc một hệ thống thiết kế hỗ trợ bằng máy tính CAD . Các hệ thống này xuất dữ liệu để điều khiển các thiết bị gia công PCB. Dữ liệu này thường chứa tệp Gerber cho mỗi lớp hình ảnh (lớp đồng, lớp mặt hàn, lớp chỉ dẫn hoặc lớp lụa...). Trong quá trình chế tạo bảng mạch, Gerber là định dạng đầu vào chuẩn cho máy photoplotter và tất cả các thiết bị chế tạo khác cần dữ liệu hình ảnh, chẳng hạn như máy in lớp chỉ dẫn, máy in ảnh trực tiếp hoặc máy kiểm tra quang học tự động (AOI), hoặc để xem dữ liệu tham chiếu ở các thành phần khác nhau. Các tệp Gerber cũng chứa một lớp 'stencil' cho việc hàn dán, và các vị trí trung tâm của các linh kiện để cho phép nhà lắp ráp PCB tạo ra các nếp gấp, đặt và gắn kết các thành phần.
Tập tin định dạng Gerber có đuôi chuẩn là .GBR , nhưng các đuôi khác cũng được sử dụng.